# Pau Cabanes
Pau Cabanes de la Torre (Burriana, 17 febbraio 2005) è un calciatore spagnolo, attaccante del Villarreal.

## Carriera
Cabanes è cresciuto nei settori giovanili di Villarreal e Roda, con cui ha debuttato il 12 marzo 2023 nell'incontro di Tercera Federación pareggiato 0-0 contro il Jove Español. A partire dalla stagione 2023-2024 è stato assegnato al Villarreal C, con cui ha segnato il suo primo gol il 24 settembre contro l'Acero. Il 20 maggio 2024 ha debuttato con la formazione B, giocando il suo primo incontro di carattere professionistico in Segunda División contro l'Albacete.
Il 30 settembre seguente ha esordito in prima squadra nell'incontro di Primera División vinto 3-1 contro il Las Palmas ed un mese più tardi è andato a segno in Coppa del Re contro il Poblense.
Il 31 gennaio 2025 passa in prestito all'Alaves.

## Statistiche

### Presenze e reti nei club
Statistiche aggiornate al 15 dicembre 2024.
| Stagione            | Squadra             | Campionato          | Campionato | Campionato | Coppe nazionali | Coppe nazionali | Coppe nazionali | Coppe continentali | Coppe continentali | Coppe continentali | Altre coppe | Altre coppe | Altre coppe | Totale | Totale | Totale |
| Stagione            | Squadra             | Comp                | Pres       | Reti       | Comp            | Pres            | Reti            | Comp               | Pres               | Reti               | Comp        | Pres        | Reti        | Pres   | Reti   |        |
| ------------------- | ------------------- | ------------------- | ---------- | ---------- | --------------- | --------------- | --------------- | ------------------ | ------------------ | ------------------ | ----------- | ----------- | ----------- | ------ | ------ | ------ |
| 2022-2023           | Roda                | TF                  | 1          | 0          | -               | -               | -               | -                  | -                  | -                  | -           | -           | -           | 1      | 0      |        |
| 2023-2024           | Villarreal C        | TF                  | 14         | 4          | -               | -               | -               | -                  | -                  | -                  | -           | -           | -           | 14     | 4      |        |
| 2023-2024           | Villarreal B        | SD                  | 2          | 0          | -               | -               | -               | -                  | -                  | -                  | -           | -           | -           | 2      | 0      |        |
| 2024-2025           | Villarreal B        | PF                  | 11         | 2          | -               | -               | -               | -                  | -                  | -                  | -           | -           | -           | 11     | 2      |        |
| Totale Villarreal B | Totale Villarreal B | Totale Villarreal B | 13         | 2          |                 | -               | -               |                    | -                  | -                  |             | -           | -           | 13     | 2      |        |
| 2024-2025           | Villarreal          | PD                  | 5          | 0          | CR              | 2               | 1               | -                  | -                  | -                  | -           | -           | -           | 7      | 1      |        |
| Totale carriera     | Totale carriera     | Totale carriera     | 32         | 6          |                 | 2               | 1               |                    | -                  | -                  |             | -           | -           | 34     | 7      |        |